# Ariowie
Ariowie (lub Indo-Irańczycy) – termin używany dawniej dla indoirańskiego odłamu ludów indoeuropejskich, który w III i II tysiącleciu p.n.e. zamieszkiwał Azję Środkową, by następnie rozprzestrzenić się na tereny Afganistanu, Iranu (ludy irańskie) i Indii (Indoariowie).
Termin Aryjczycy pochodzi z sanskrytu od słowa arja i oznacza szlachetny.
W XIX wieku miana Aryjczyków używano jako synonimu wszystkich Indoeuropejczyków, a w sensie lingwistycznym posługiwano się nim do opisania grupy ludów posługujących się językami indoirańskimi.
Ariowie wyodrębnili się z indoeuropejskiej rodziny językowej prawdopodobnie około połowy III tysiąclecia p.n.e., a już około 2000 p.n.e. ich język stracił wszelki z nią kontakt. Oznacza to, że ich migracja z pierwotnych terytoriów, prawdopodobnie na obszarze dzisiejszego Kazachstanu, musiała rozpocząć się już wcześniej. 
Ariowie prowadzili półkoczowniczy tryb życia, a źródłem ich przewagi militarnej był udomowiony przez nich koń, którego zaprzęgali do rydwanów. Ich społeczeństwo dzieliło się na trzy klasy – kapłanów, wojowników i wytwórców, odpowiadające późniejszym hinduskim braminom, kszatrijom i wajśjom. Obecność klasy kapłanów wiąże się z silnie zrytualizowanym charakterem ich religii, która opierała się na składaniu krwawych ofiar i sprawowaniu obrzędów związanych z kultem świętego napoju haomy (indyjskiej somy). Wierzyli oni także w życie pozagrobowe i czcili rozbudowany panteon bóstw. 

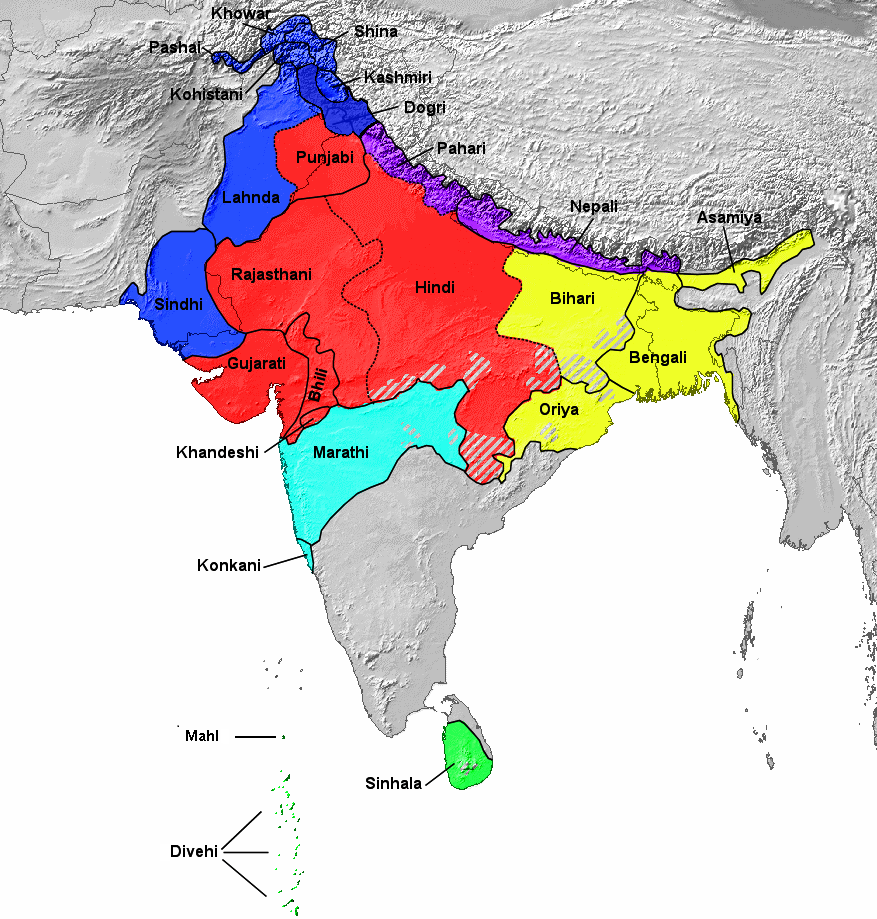
Języki indoaryjskie w dzisiejszych Indiach

W nauce walczą ze sobą zwolennicy dwóch hipotez co do trasy wędrówki Ariów do Iranu – przez Azję Środkową albo przez Kaukaz. Obie mają za sobą silne argumenty, pochodzące zarówno z badań archeologicznych, jak i tekstów źródłowych. Dlatego niektórzy historycy proponują, by przyjąć, iż Ariowie docierali na teren dzisiejszego Iranu obiema drogami.
Jest jednak faktem podział Ariów w trakcie wędrówki na dwie grupy: irańską, która przybyła do dzisiejszego Iranu i indyjską, która powędrowała do Indii. W okresie od XIX do XIV wieku p.n.e. rozprzestrzenili się na terenie doliny Indusu, wypierając z niej inne ludy – prawdopodobnie Drawidów. W późniejszym okresie zasiedlili cały Półwysep Indyjski, dziś są uważani za przodków większości Hindusów.
Z nazwą „Ariowie” jest związany teonim Arjaman.
Pojęcia rasy aryjskiej i Aryjczyków używali rasiści niemieccy.